# Barapali
Barapali es una ciudad y  comité de área notificada situada en el distrito de Bargarh en el estado de Odisha (India). Su población es de 20850 habitantes (2011). Se encuentra a 23 km de Bargarh, y a  284 km de Bhubaneswar.

## Demografía
Según el censo de 2011 la población de Barapali era de 20850 habitantes, de los cuales 10570 eran hombres y 10280 eran mujeres. Barapali tiene una tasa media de alfabetización del 83,69%, superior a la media estatal del 72,87%: la alfabetización masculina es del 90,82%, y la alfabetización femenina del 76,30%.